# Los Premios MTV Latinoamérica 2008
Die Los Premios MTV Latinoamérica 2008 wurden am 16. Oktober 2008 verliehen. Es war die 7. Verleihung des ursprünglich unter dem Namen MTV Video Music Awards Latinoamérica eingeführten Awards. Die Verleihung fand im Auditorio Telmex in Guadalajara, Mexiko statt. In diesem Jahr gab es kein festes Moderatorenteam.
Mit vier erhielt der kolumbianische Sänger Juanes die meisten Auszeichnungen sowie deutsche Band Tokio Hotel. Sie gewann als erste deutsche Band überhaupt eine Auszeichnung. Die vier Auszeichnungen waren Durch den Monsun als Song of the Year und als Best Ringtone, als Best New Artist und für den besten Fanclub.

## Gewinner und Nominierte
Die Nominierungen wurden am 21. August  2008 verkündet. Die Gewinner sind fett markiert.

### Artist of the Year
Juanes
- Babasónicos
- Belanova
- Café Tacuba
- Miranda!

### Video of the Year
Belanova – One, Two, Three, Go! (1, 2, 3, Go!)
- Babasónicos – Pijamas
- Café Tacuba – Esta Vez
- Juanes – Me Enamora
- Motel – Uno, Dos, Tres

### Song of the Year
Tokio Hotel – Monsoon
- Jonas Brothers – When You Look Me in the Eyes
- Juanes – Me Enamora
- Julieta Venegas – El Presente
- Katy Perry – I Kissed a Girl

### Best Solo Artist
Juanes
- Diego

- Emmanuel Horvilleur
- Gustavo Cerati
- Ximena Sariñana

### Best Group or Duet
Kudai
- Babasónicos
- Belanova
- Café Tacuba
- Miranda!

### Best Pop Artist
Kudai
- Belanova
- Jesse & Joy
- Miranda!
- Ximena Sariñana

### Best Rock Artist
Juanes
- Babasónicos
- Gustavo Cerati
- Moderatto
- Motel

### Best Alternative Artist
Café Tacuba
- Emmanuel Horvilleur
- Kinky
- Molotov
- Zoé

### Best Pop Artist – International
Jonas Brothers
- Amy Winehouse
- Fergie
- Madonna
- Rihanna

### Best Rock Artist – International
Thirty Seconds to Mars
- Coldplay
- Fall Out Boy
- Panic! at the Disco
- Paramore

### Best New Artist – International
Tokio Hotel
- Alizée
- Jonas Brothers
- Katy Perry
- Paramore

### Best Artist – North
Belanova
- Café Tacuba
- Motel
- Ximena Sariñana
- Zoé

### Best Artist – Central
Juanes
- Doctor Krápula
- Don Tetto
- Kudai
- Los Bunkers

### Best Artist – South
Miranda!
- Andrés Calamaro
- Babasónicos
- Catupecu Machu
- Emmanuel Horvilleur

### Breakthrough Artist
Ximena Sariñana
- Don Tetto
- El Bordo
- Johanna Carreño
- Shaila

### Promising Artist
Infierno 18
- Esto Es Eso
- Insite
- Le Baron
- Smitten

### Fashionista Award – Female
Rihanna
- Denisse Guerrero (Belanova)
- Gabriela Villalba (Kudai)
- Hayley Williams (Paramore)
- Katy Perry

### Fashionista Award – Male
Joe Jonas (Jonas Brothers)
- Alejandro Sergi (Miranda!)
- Bill Kaulitz (Tokio Hotel)
- Jay de la Cueva (Moderatto)
- José Pepe Madero (Panda)

### Best Fan Club
Tokio Hotel (Präsident: Fátima Acosta)
- Thirty Seconds to Mars (Präsident: Iris Delgado)
- Babasónicos (Präsident: Juan Laborda)
- Belanova (Präsident: Luis Nazario)
- Jonas Brothers (Präsident: Miguel Alejandro Villa Renteria)
- Kudai (Präsident: Martín Torrilla)

### Best Video Game Soundtrack
Guitar Hero III: Legends of Rock
- FIFA 08
- Grand Theft Auto IV
- Need for Speed: ProStreet
- Rock Band

### Best Ringtone
Tokio Hotel – Monsoon
- Jonas Brothers – When You Look Me in the Eyes
- Juanes – Tres
- Julieta Venegas – El Presente
- Madonna – 4 Minutes

### Best Music Film
U2 3D
- Across the Universe
- Control
- I'm Not There
- Shine a Light

### Best Reunion Tour
Soda Stereo
- The Police

### La Zona de Combate
Moving On
- Pinkat
- Toke Rosa

### MTV Legend Award
- Los Fabulosos Cadillacs

## Auftritte

### Preshow
- Emmanuel Horvilleur – Radios
- Don Tetto – Ha Vuelto a Suceder
- The Kooks – Do You Wanna

### Main show
- Julieta Venegas (feat. Nortec Collective) – El Presente
- Tokio Hotel – Monsoon
- Paramore – That's What You Get
- Los Fabulosos Cadillacs – La Luz del Ritmo and Matador (live aus Argentinien)
- Café Tacuba und Calle 13 (featuring Ileana Cabra) – Vámonos / No Hay Nadie Como Tú
- Juanes – Odio Por Amor
- Katy Perry – I Kissed a Girl
- Belanova – One, Two, Three, Go! (1, 2, 3, Go!)
- Zoé and Ximena Sariñana – Reptilectric / Vidas Paralelas
- Moderatto and Kudai – Ya Lo Veía Venir / Lejos De Aquí
- Metallica – The Day That Never Comes
- Moving On – AudioRomance

## Präsentatoren
- Tila Tequila und Winston Vallenilla – präsentierte Best Solo Artist
- The Dudesons – kündigten Paramore an
- Hayley Williams (Paramore) – kündigte Los Fabulosos Cadillacs
- Kim Kardashian, Brian Amadeus und Xavi (Moderatto) – präsentierten Song of the Year and kündigten die nächsten Präsentatoren an
- Flavor Flav und Alejandra Guzmán – präsentierten Best Pop Artist und kündigten Café Tacuba
- Ana Claudia Talancón und Babasónicos – präsentierten Best Rock Artist – International und kündigten die nächsten Präsentatoren an
- Miranda!, Arturo Hernández und Gonzalo Morales – präsentierten Best Fan Club und kündigten Juanes an
- Eglantina Zingg – interviewte Gene Simmons
- Gene Simmons – kündigte Katy Perry an
- Ximena Sariñana, José Madero (Panda) und Dante Spinetta – präsentierten Best Alternative Artist
- Andrés López – kündigte Belanova an
- Katy Perry und René Pérez (Calle 13) – kündigten Thirty Seconds to Mars an
- Thirty Seconds to Mars – präsentierten Video of the Year
- Ruth Infarinato und Alejandro Lacroix – kündigten Zoé, Ximena Sariñana, Mario Pergolini, Kudai und Moderatto an
- Mario Pergolini – präsentierte the MTV Legend Award
- Molotov – präsentierten Artist of the Year
- Juanes – kündigte Metallica an
- Dante Spinetta – kündigte Moving On an